# Manila (gra planszowa)
Manila – strategiczna gra planszowa dla 3-5 graczy zaprojektowana przez Franza-Benno Delonge. 
Gra została wydana w 2005. Nazwa gry pochodzi od stolicy Filipin.
Tłem rozgrywki jest rok 1821, w którym Filipiny znajdują się już od 250 lat pod panowaniem Hiszpanii. Gracze wcielają się w wyspiarskich przemytników, którzy próbują przetransportować surowce do Manili.

## Rozgrywka
W Manili zadaniem graczy jest oszacowanie szans na zysk i odpowiednie rozmieszczenie swoich pionków (nazywanych tu "wspólnikami"). Każdy z graczy otrzymuje na początku 30 peso, oraz 2 losowe karty udziałów surowcach (jadeicie, gałce muszkatołowej, jedwabiu i żeń-szeniu). Gra dzieli się na pojedyncze wyprawy, z których każda trwa 3 rundy. Na początku każdej wyprawy gracze licytują, kto zostanie kapitanem portu. Gracz, który wygra licytację wpłaca pieniądze i staje się kapitanem portu. Decyduje on, które towary umieścić na łodziach, jakie jest rozmieszczenie początkowe łodzi, oraz jako jedyny może dokupić udziały w surowcach po ich aktualnej cenie (ale nie mniejszej niż 5 peso). Również jako pierwszy stawia swojego pionka. Na początku rundy ma miejsce wykupywanie miejsca dla swojego pionka na dowolnym wolnym polu (na jednej z łodzi, w porcie, w stoczni, jako pirata, pilota, lub agenta ubezpieczeniowego) przez wszystkich graczy, potem kapitan rzuca kośćmi przypisanymi do danych łodzi  i wykonuje nimi ruch. W rozgrywce dla 4 i 5 graczy każdy ma po 3 pionki, natomiast dla 3 graczy przed ruchem łodzi występują dwie rundy rozmieszczania wspólników.
Po 3 rundzie, kiedy już wszyscy wspólnicy są rozmieszczeni, piloci i piraci spełnili swoje funkcje, a łodzie wykonały swój ruch, następuje liczenie zarobków i strat. Wszystkie statki, które dotarły do portu przynoszą zyski wspólnikom, którzy na nich płynęli. Pozostałe trafiają do stoczni. Pracownicy stoczni i portu zarabiają, jeśli statki przybiją do miejsc przy których stoją. Piraci mają szansę zarobić, jeśli podczas drugiej lub 3 rundy statki trafiły na pole nr 13, piloci nie zarabiają w bezpośredni sposób, natomiast mogą przesunąć statki, zwiększając lub zmniejszając ich szanse na dopłynięcie do portu. Agent ubezpieczeniowy jako jedyny może stracić, ponieważ dostaje pieniądze na początku, za to musi wypłacić odszkodowanie za każdy statek, który nie dopłynął do portu. Rośnie również wartość na czarnym rynku surowców, które dopłynęły do portów. 
Gra kończy się, kiedy co najmniej jeden surowiec osiągnie cenę 30 peso (minimum 5 rund). Wygrywa gracz, który po podliczeniu gotówki, udziałów w surowcach oraz odjęciu zaciągniętych kredytów ma największą fortunę. 

## Zawartość pudełka
- 1 plansza gry
- 3 łodzie
- 20 pionków w 5 kolorach
- 4 żetony załadunku dla 4 towarów
- 4 kości (w kolorach towarów)
- 4 znaczniki wartości (w kolorach 4 towarów)
- 20 kart własności (po 5 dla każdego z towarów)
- 48 monet w filipińskiej walucie peso
- instrukcja